# The Simpsons: Tapped Out
The Simpsons: Tapped Out (Brasil: Os Simpsons: Springfield ) foi um jogo para iOS e Android, baseado no desenho animado Os Simpsons. Ele permitia aos usuários criar e manter a sua própria versão de Springfield usando personagens, famílias e edifícios da série. O jogo não é mais atualizado com novos conteúdos, personagens, temáticas de feriados, ou episódios. O jogo não está mais disponível, mas quando ativo, podia ser jogado em vários idiomas, como inglês, francês, turco, italiano, alemão, chinês simplificado, espanhol peninsular e tanto em português europeu quanto em português brasileiro. O jogo foi desenvolvido e publicado pela EA Mobile e lançado na Europa em 29 de fevereiro de 2012, na América do Norte em 1 de Março de 2012 para iOS e 6 de fevereiro de 2013 para Android. O jogo foi lançado para Kindle Fire em vários mercados em 24 de junho de 2013. De acordo com as suas próprias estimativas, a EA gerou mais de US$130 milhões em receitas, desde que o jogo foi lançado. O jogo teve seus servidores desativados no dia 24 de janeiro de 2025, após 12 anos de atividade.

## História
Homer está ocupado demais jogando um jogo relacionado a elfos no seu myPad (paródia de iPad) no trabalho, negligenciando sua estação de trabalho e acidentalmente provoca um colapso na usina nuclear, levando a completa destruição de Springfield. Homer então se torna o  responsável por reconstruir Springfield e trazer de volta os cidadãos. Homer está desesperado para encontrar os outros personagens para que ele possa voltar ao seu jogo de elfos. Com a ajuda de Lisa, Homer começa a reconstruir Springfield e trazer os personagens de volta.

## Jogabilidade
O jogo podia ser considerado um jogo de construção de cidades .  Ele oferecia uma variedade de edifícios (casas, lojas, edifícios públicos da série de animação) que o jogador comprava com a moeda do jogo "Money ($)". Os itens premium eram comprados com donuts, que também podia ser usado para acelerar tarefas, comprar dinheiro e outros personagens. Isso fazia referência à paixão de Homer Simpson por rosquinhas da série.
Cada edifício gerava regularmente dinheiro no jogo para coletar, sob nomes como "Imposto de renda" de casas também gerando pontos de experiência que fazia o jogo subir de nível ao atingir um certo número, que fica maior a cada nível. Os jogadores podiam colocar rios, estradas, pavimentos e estradas de terra.  Em 2013, os desenvolvedores adicionaram a expansão "Krustyland", para levar os jogadores de Springfield ao infame parque Krustyland, onde eles podiam expandir e construir como o jogo.
Atualizações frequentes de conteúdo foram lançadas para o jogo, com novos conteúdos com limite de tempo relacionados a episódios da série ou feriados. Os principais eventos incluiam uma moeda temporária, que pode ser usada para comprar ou ganhar prêmios de edição limitada.
Havia um easter egg no qual, para obter a estátua da decoração de Jebediah Springfield, o jogador deveria tocar em Homer 10 vezes seguidas enquanto ele estivesse na lista de tarefas. Esta ação também dava ao jogador 10 donuts grátis, mas só uma vez.
Desde a atualização de 18 de maio de 2016, o número máximo de níveis era 939, que também é o código de área dos Simpsons em Springfield.

## Desenvolvimento
De acordo com o game runner e antigo escritor dos Simpsons, J. Stewart Burns, o jogo começou originalmente como um "trabalho de amor" e ele não esperava muito que acontecesse após o lançamento. Apesar de não serem creditados, há cerca de dez escritores que trabalhavam no jogo, incluindo 7 escritores dos Simpsons, Burns, Matt Selman, Brian Kelley, Jeff Westbrook, Jon Kern, Carolyn Omine e Diana Wright.